# Euan Howard, 4. Baron Strathcona and Mount Royal
Donald Euan Palmer Howard, 4. Baron Strathcona and Mount Royal (* 26. November 1923; † 16. Juni 2018) war ein britischer konservativer Politiker.

## Leben
Euan Howard war der älteste Sohn von Donald Howard, 3. Baron Strathcona and Mount Royal und dessen Gattin Diana Evelyn Loder, Tochter des 1936 verstorbenen britischen Anwalts, Unternehmers und konservativen Politikers Gerald Loder, 1. Baron Wakehurst. Er besuchte in England die King’s Mead School in Seaford, das Eton College in Eton und das Trinity College der University of Cambridge sowie in Kanada die McGill University in Montreal. Von 1942 bis 1947 diente er in der Royal Navy und erreichte den Rang eines Leutnants.
Nach dem Tod seines Vaters erbte Howard am 22. Februar 1959 dessen Baronswürde und wurde konservatives Mitglied des House of Lords. Unter dem Premierminister Edward Heath fungierte er von 1973 bis 1974 als Geschäftsführer der Konservativen im House of Lords sowie von Januar bis März 1974 als Unterstaatssekretär für die Luftwaffe. Nach dem Machtverlust der Konservativen (1974) war er von 1976 bis 1979 ein stellvertretender Vorsitzender der Opposition im House of Lords. Als die von Margaret Thatcher geführten Konservativen 1979 wieder auf die Regierungsbank zurückkehrten, amtierte er von Mai 1979 bis Januar 1981 als Staatsminister für Verteidigung. Nach Verabschiedung des House of Lords Act 1999 verlor er seinen Sitz im House of Lords.
In erster Ehe war Euan Howard seit dem 20. Februar 1954 mit der zehn Jahre jüngeren Lady Jane Mary, Tochter von Geoffrey Waldegrave, 12. Earl Waldegrave, verheiratet. Sie hatten zwei Söhne und vier Töchter, ließen sich jedoch im Juni 1977 scheiden. Im Februar 1978 vermählte sich Howard in zweiter Ehe mit Patricia, geb. Thomas, Witwe von John Middleton. Seine Baronswürde erbte sein ältester Sohn Donald Alexander Euan (* 24. Juni 1961).